# Lijst van hoogste gebouwen van Gent
De lijst van hoogste gebouwen van Gent bevat een overzicht van de hoogste gebouwen hoger dan 50 meter.
|    | Naam                                                      | Hoogte  | Voltooid | Verdiepingen | Afbeelding                        |
| -- | --------------------------------------------------------- | ------- | -------- | ------------ | --------------------------------- |
| 1  | Arteveldetoren (St.-Denijs-Westrem)                       | 118,5 m | 2012     | 27           | Arteveldetoren                    |
| 2  | Belfort                                                   | 95 m    | 1380     |              | Belfort van Gent                  |
| 3  | Virginie Lovelinggebouw - De Link                         | 90 m    | 2014     | 22           | Virginie Lovelinggebouw           |
| 4  | Sint-Baafskathedraal                                      | 89 m    | 1538     |              | Sint-Baafskathedraal              |
| 5  | Onze-Lieve-Vrouw Sint-Pieterskerk                         | 79 m    | 1722     |              | Onze-Lieve-Vrouw Sint-Pieterskerk |
| 6  | Residentie Lys                                            | 70 m    | 1977     | 25           | Residentie Lys                    |
| 7  | Sint-Niklaaskerk                                          | 70 m    | 13e eeuw |              | Sint-Niklaaskerk                  |
| 8  | Zoutmantoren (Kluizendok-Noord, Christoffel Columbuslaan) | 64,5 m  | 2022     | 10           |                                   |
| 9  | Boekentoren                                               | 64 m    | 1942     | 20           | Boekentoren                       |
| 10 | Bro Upkot                                                 | 60m     | 2020     | 18           |                                   |
| 11 | iGent (Zwijnaarde)                                        | 57 m    | 2015     | 13           | IGent Toren                       |
| 12 | AA Toren (Zwijnaarde)                                     | 57 m    | 2014     | 12           |                                   |
| 13 | Stapelplein                                               | 54,07 m | 2019     | 17           |                                   |
| 14 | UCO-toren                                                 | 50 m    | 1959     | 11           | UCO-toren                         |
| 15 | Zuiderpoort                                               | 50 m    | 2004     | 12           |                                   |
| 16 | Campus Kantienberg (Arteveldehogeschool)                  | 50 m    | 2009     | 11           |                                   |